# 松汀公园站
松汀公園站（：／ Songjeong-gongwon yeok */?）是光州地鐵1號線沿線的一座地下車站，位於韓國光州廣域市光山区松汀洞。

## 車站結構
站體為2面2線側式月台的地下車站，候車月台設有月台幕門，並有4處出口。

### 月台配置
| 機場 ↑     |
| \| 上      |
| ↓ 光州松汀 |

| 月台 | 路線               | 目的地   |
| ---- | ------------------ | -------- |
| 上行 | ●光州都市铁道1号线 | 鹿洞方向 |
| 下行 | ●光州都市铁道1号线 | 平洞方向 |

## 歷史
- 2008年4月11日：落成啟用。

## 車站周邊
- 光州經營高校
- 松汀中學
- 松汀公園
- 松汀圖書館
- 松汀郵局
- 松汀治安中心
- 松汀第一教會
- 韓亞醫院
- 羅南書店

## 圖片

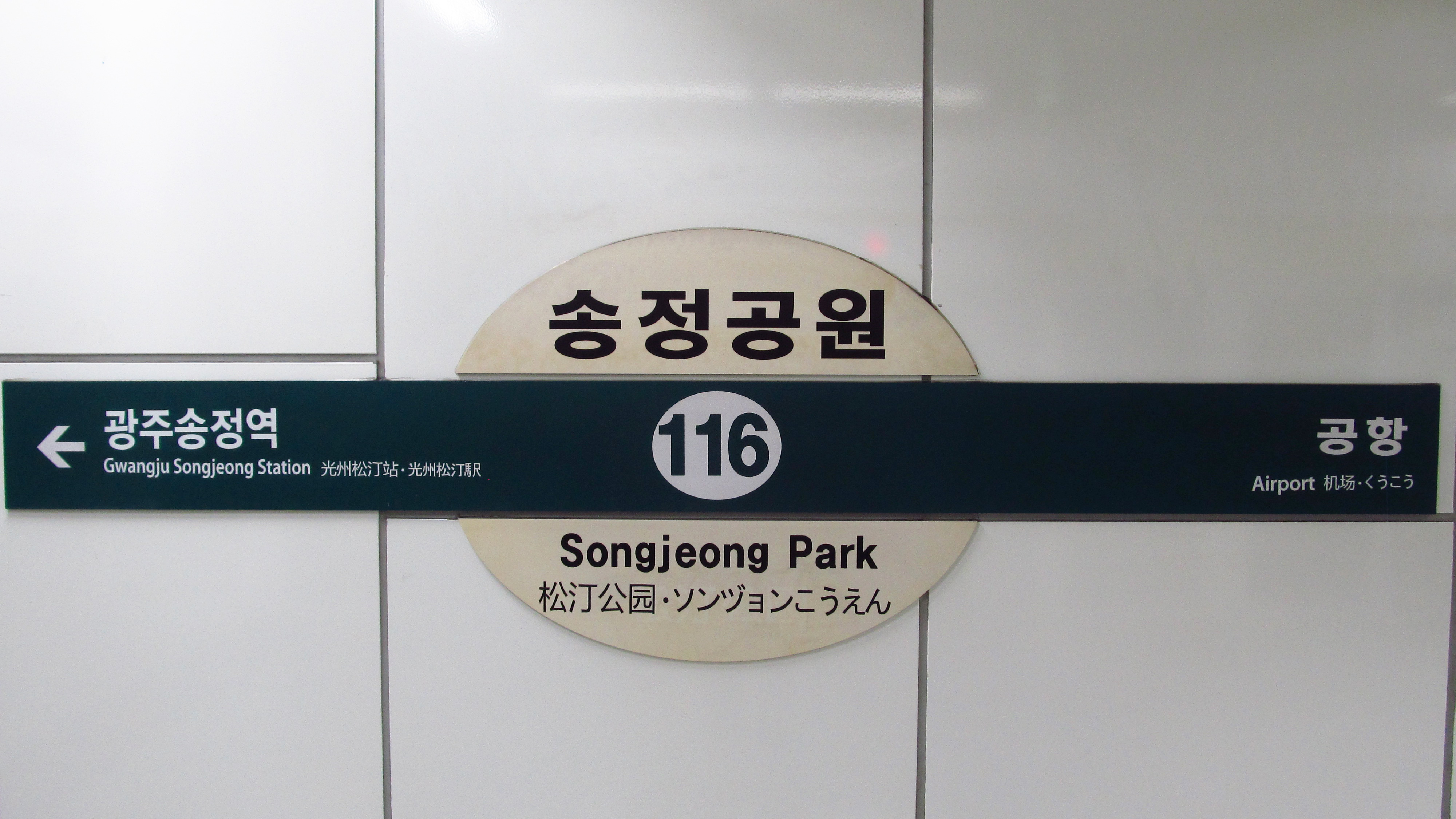
站名牌
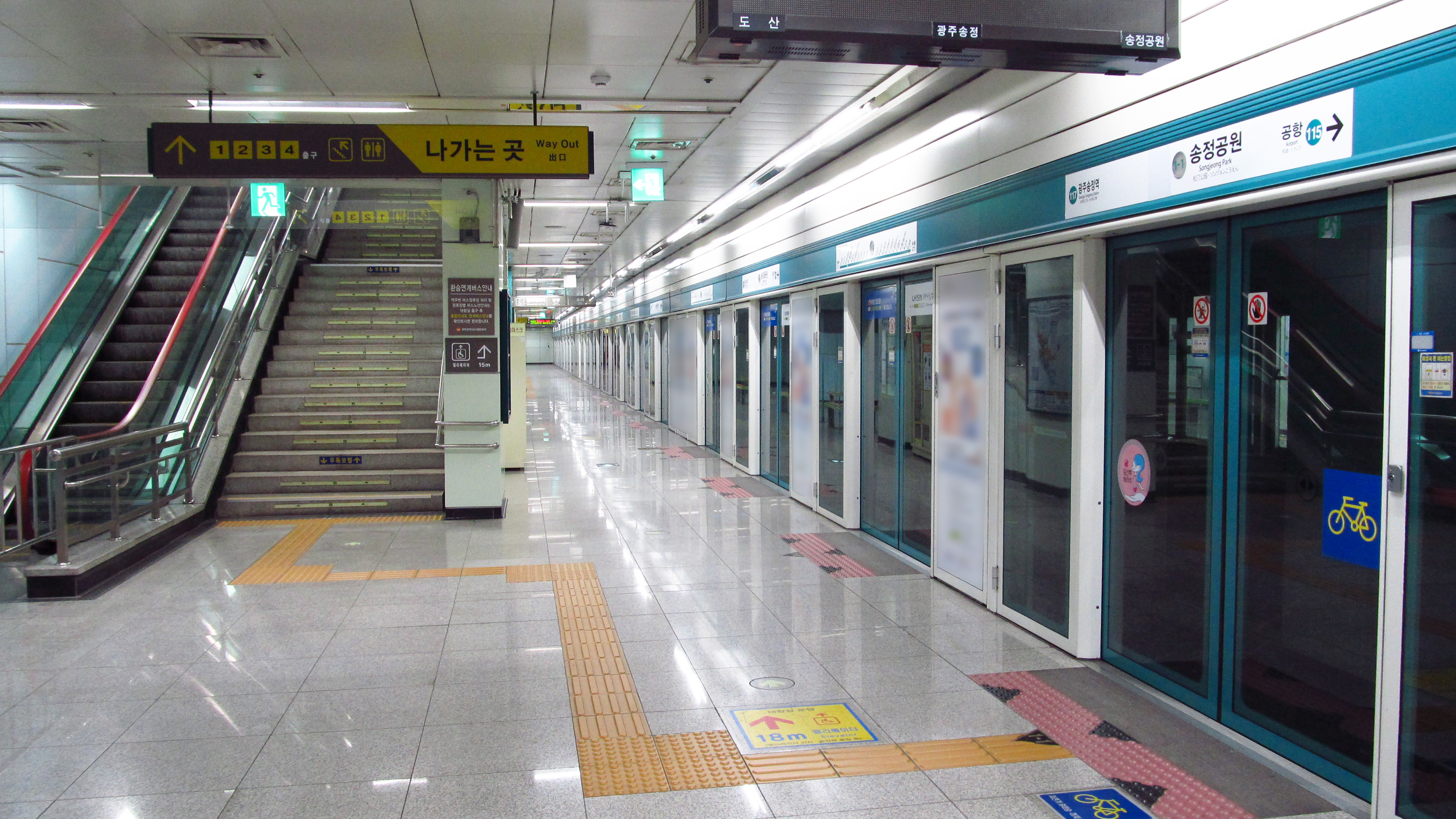
候車月台
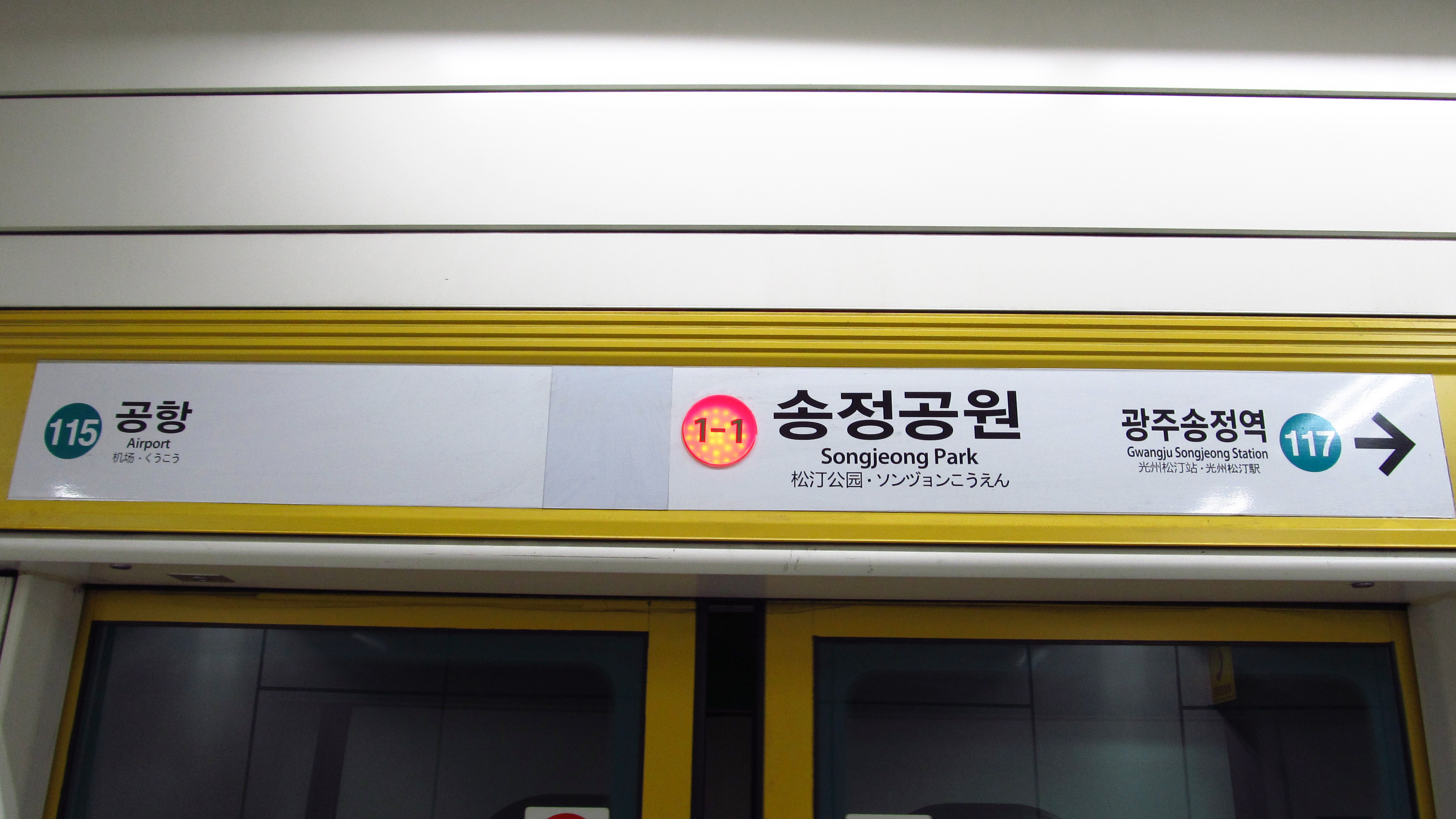
月台門資訊板
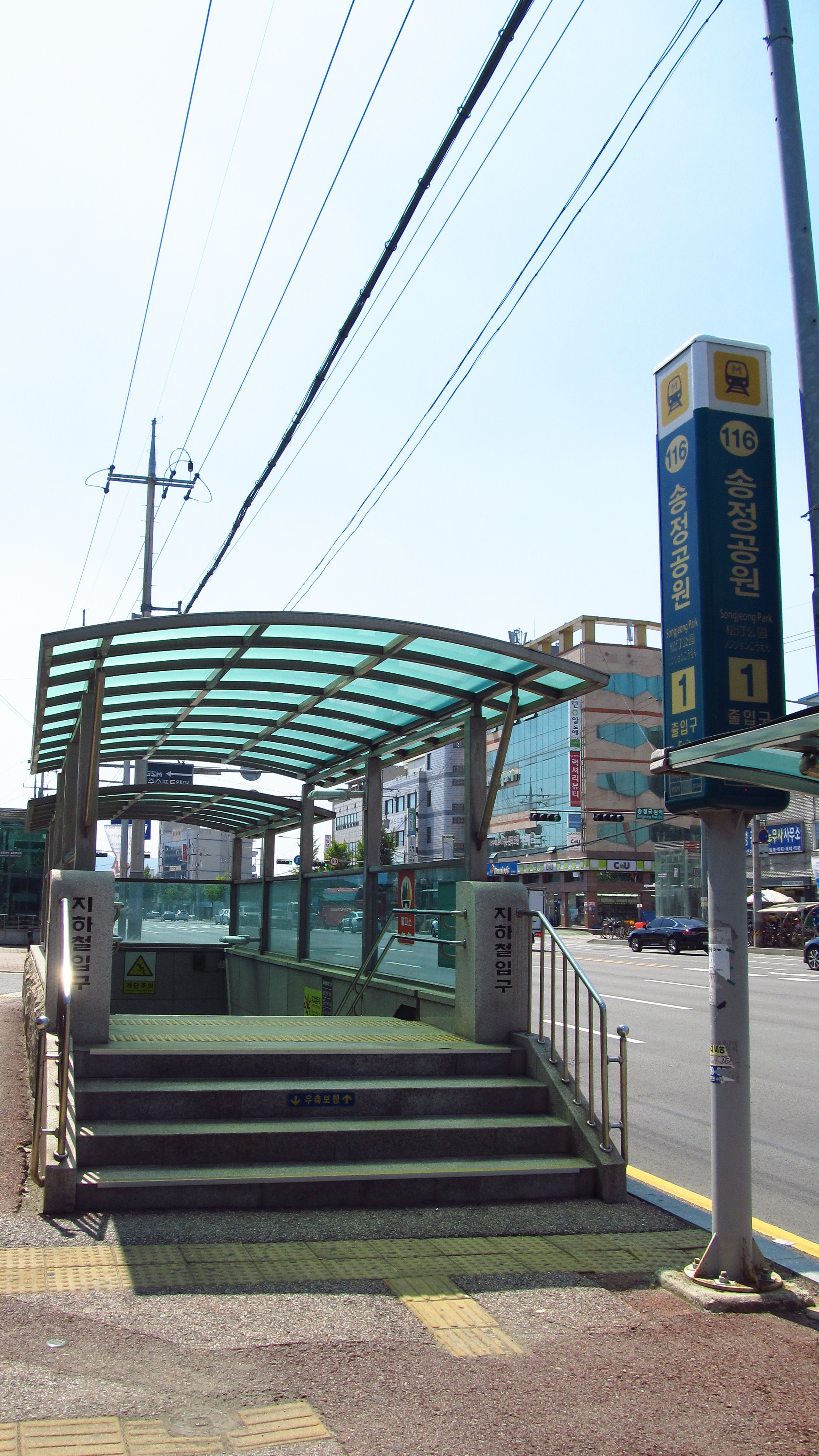
1號出口
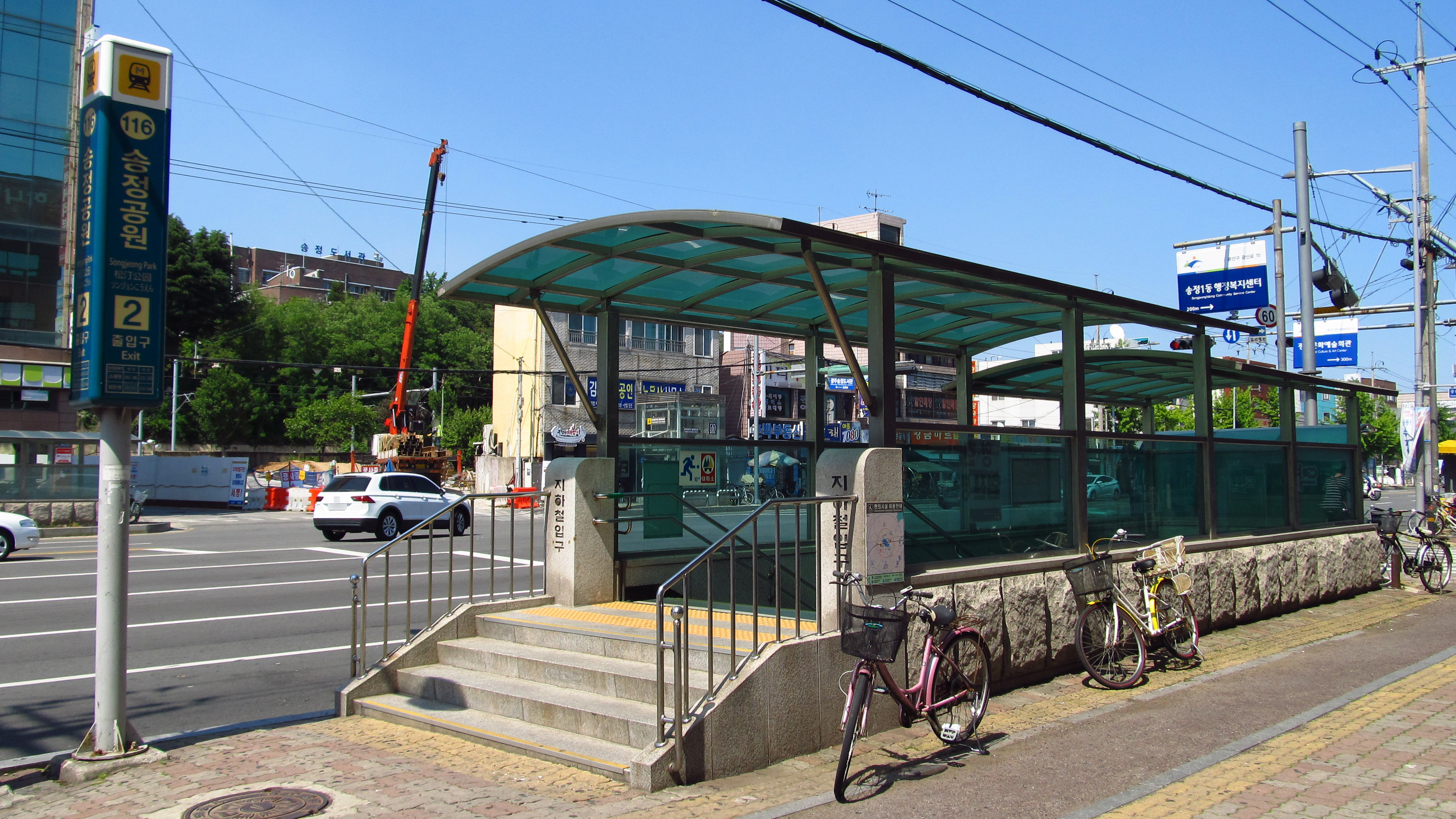
2號出口
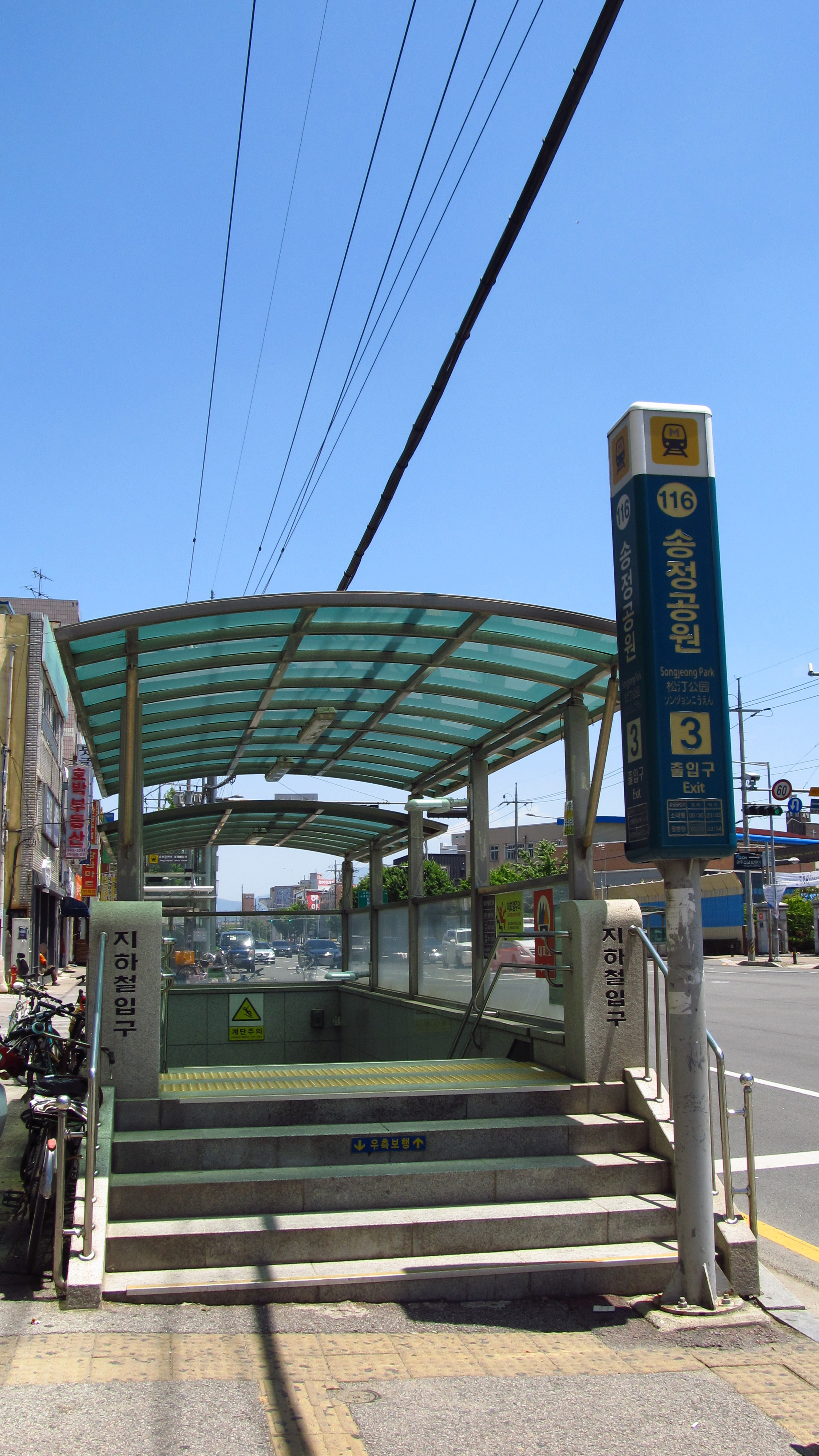
3號出口
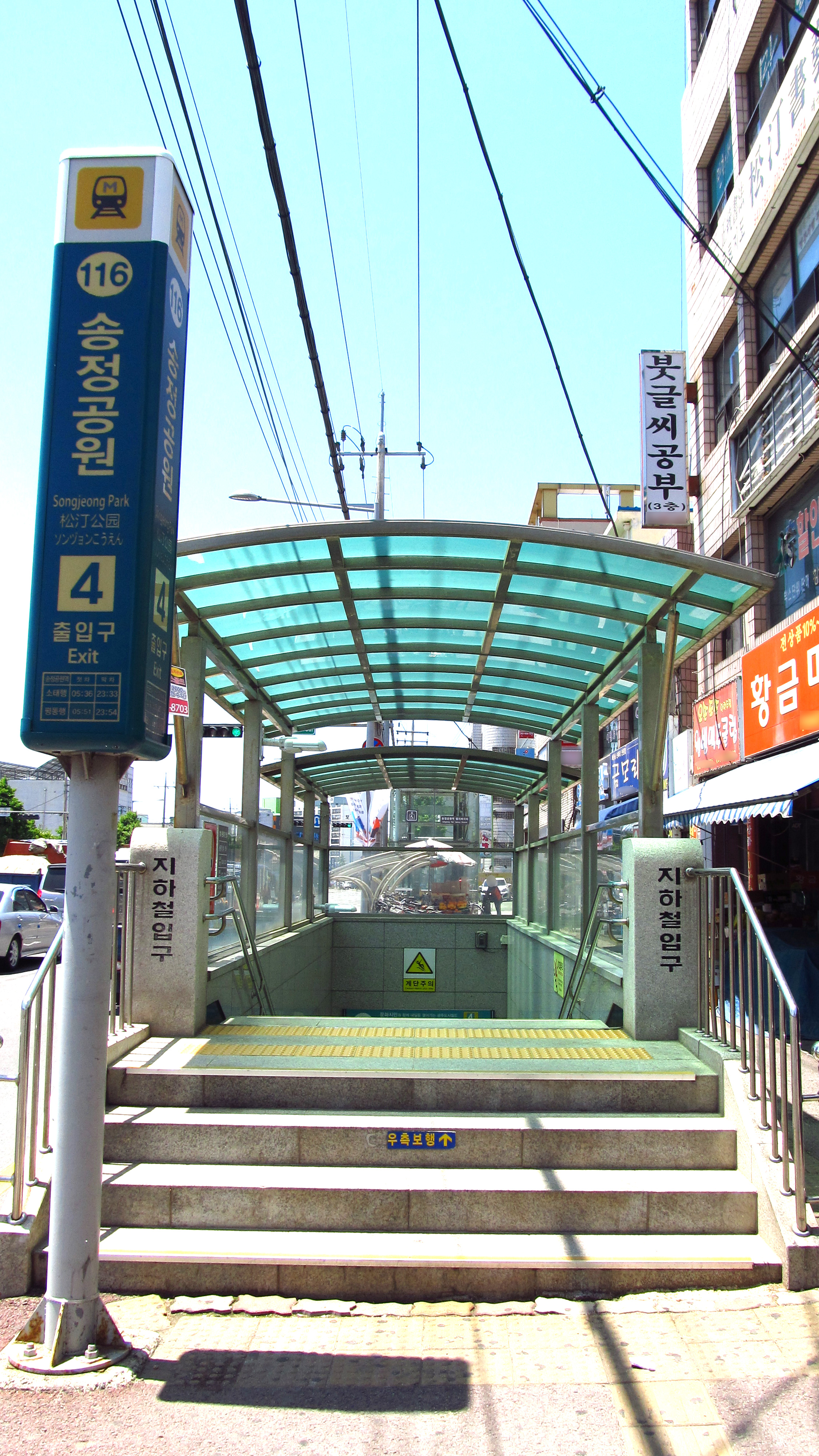
4號出口

## 相鄰車站
光州廣域市都市鐵道公社
●光州都市铁道1号线
機場（115）－松汀公園（116）－光州松汀（117）